# سان سيباستيانو دا بو
سان سيباستيانو دا بو هي بلدية في مدينة تورينو الكبرى في منطقة بييمونتي الإيطالية، وتقع على بعد حوالي 25 كيلومتر (16 ميل) شمال شرق تورينو .